# Rangel Leonardo
 Rangel Leonardo Moura Gonçalves (Londrina, 17 de fevereiro de 1992) é voleibolista indoor brasileiro que atua na posição de Central, com passagem nas categorias de base da Seleção Brasileira e com experiência profissional em clubes internacionais, conquistando o título do Campeonato Asiático de Clubes em 2012 na China e disputou no mesmo ano a edição do Campeonato Mundial de Clubes no Qatar.

## Carreira
Este paranaense radicou-se em Florianópolis e nesta iniciou sua carreira quando participou de uma peneira na Unisul/Nexxera onde permaneceu de 2007 a 2009, temporadas que conquistou na categoria infantil o vice-campeonato catarinense (Série Prata) de 2007, mesmo resultado obtido na edição do estadual catarinense (Série Ouro) em 2008 e neste mesmo ano foi vice-campeão da Olimpíada Estudantil Catarinense (OLESC). Ainda na categoria infanto-juvenil disputou a edição do ano de 2008 dos Joguinhos Abertos de Santa Catarina sediado em Criciúma -SC. No ano seguinte foi convocado pela CBV para os testes de avaliação na categoria infanto-juvenil.
Em 2010 transferiu-se para a FME/Criciúma/Kolina quando por esta conquistou o vice-campeonato da Etapa Regionais dosJasc. No ano seguinte atuou peloARE/SMEL/ UNIRP/São José do Rio Preto na conquista do ouro nos Jogos Regionais de Lins-SP , conquistou na categoria adulto o título do Campeonato Estadual da APV de 2011, e no mesmo ano o bronze na categoria juvenil nesta mesma competição e outro bronze obtido nos Jogos Abertos do Interior de São Paulo(1ª Divisão) na categoria juvenil.
Ainda em 2012 passou atuar no voleibol do Qatar, quando reforçou a equipe do Al Arabi Sports Club e neste mesmo ano conquistou a prata na Liga de Voleibol Juvenil do Qatar, o título da Liga A do Qatar, categoria adulto, referente a temporada 2011-12. No mesmo ano obteve o título da HH Heir Apparent Volleyball e o vice-campeonato da Copa Emir. Por este mesmo clube disputou o Campeonato Asiático de 2012, no qual conquistou o ouro e qualificação para Campeonato Mundial de Clubes no mesmo ano, no qual também o disputou em Doha-Qatar e obteve na quinta colocação.
Na temporada 2012-13 conquistou o bronze da Liga A Qatar também pela equipe do Al Arabi Sports Club, foi vice-campeão da Liga A do Qatar Juvenil de 2013 e o mesmo resultado obtido também nesta categoria da Copa do Qatar. Transferiu-se para o Al Shamal Sports Club para as competições de 2013-14.

## Títulos e Resultados
- 2013-Vice-campeão da Copa do Qatar[1]
- 2013-Vice-campeão da Liga A do Qatar Juvenil [1]
- 2012-13-3º lugar da Liga A do Qatar [1][4]
- 2012-5º lugar do Campeonato Mundial de Clubes (Doha,  Catar)[6]
- 2012-Campeão do Campeonato de Clubes da Ásia (Xangai,  China )[7]
- 2012-Vice-campeão da Copa Emir [1][4]
- 2012-Campeão da HH Heir Apparent Volleyball Cup [1][4]
- 2011-12-Campeão da Liga A do Qatar [1][4]
- 2012-Vice-campeão da Liga A do Qatar Juvenil [1][4]
- 2011-Campeão do Campeonato Estadual da APV [1][4]
- 2011-3º lugar do Campeonato Estadual da APV Juvenil [1][4]
- 2011-3º lugar dos Jogos Abertos do Interior de Mogi das Cruzes (Juvenil- 1ª Divisão) [1][4]
- 2011-Campeão dos Jogos Regionais de Lins[4]
- 2010-Vice-campeão dos Jogos Abertos de Santa Catarina[4]
- 2008- Campeão dos Joguinhos Abertos de Santa Catarina[2]
- 2008-Vice-campeão da Olesc [1]
- 2008-Vice-campeão do Campeonato Catarinense Infantil (Série Ouro) [1]
- 2007-Vice-campeão doCampeonato Catarinense Infantil (Série Prata) [1]

## Ligações Externas
- Profile Rangel Leonardo(en)